# 장현 (1945년)
장현(본명: 장준기, 미국 거주 시절 영어 이름: 트레버 존스(영어: Trevor Jones), 1945년 3월 5일 ~ 2008년 11월 30일)은 대한민국의 가수이다.

## 생애
1970년 대구 수성관광호텔 나이트클럽에서 노래를 불렀는데 이때 신중현을 만나 〈기다려주오〉, 〈안개 속의 여인〉 등을 발표하며 1970년 11월 데뷔를 했다. 이후 중저음의 허스키한 음색으로 〈미련〉, 〈나는 너를〉, 〈마른 잎〉 등을 부르면서 대중의 사랑을 받았다. 1975년 대마초 파동으로 가수활동을 그만두고, 신중현과 인연도 끊었다.
1976년 삼정봉제공업주식회사를 설립해 사업가로 변신해서 크게 성공했다.
1994년 위암4기 판정을 받고 투병생활과 사업을 병행하다가, 한국과 미국을 오가며 무대에 서기도 했으나, 암이 폐로 전이되어 2008년 11월 30일 새벽, 폐암의 합병증인 폐렴으로 서울 원자력 병원에서 64세 나이로 별세하였다.

## 음반
- 《나는 너를》
- 《마른 잎》
- 《미련》
- 《석양》